# X Factor (Italia) (tredicesima edizione)
La tredicesima edizione del talent show musicale X Factor è andata in onda in prima serata su Sky Uno e Now TV dal 12 settembre al 12 dicembre 2019 per quattordici puntate.
Si tratta della nona edizione a essere prodotta e trasmessa da Sky Italia, condotta per la nona volta consecutiva da Alessandro Cattelan. In giuria rimane confermata dalla precedente edizione solo Mara Maionchi, che viene affiancata dagli artisti Malika Ayane, Sfera Ebbasta e Samuel. La direzione creativa e artistica del programma è per la seconda volta affidata a Simone Ferrari. 
L'edizione è stata vinta da Sofia Tornambene, concorrente della categoria 16-24 Donne capitanata da Sfera Ebbasta.
Il brano è stato anche inserito nella compilation ufficiale Top Hits 2020 pubblicato il 10 gennaio 2020.

## Trasmissione
Il programma va in onda ogni giovedì su Sky Uno. Inoltre, le selezioni, i bootcamp, gli home visit, vengono replicati in differita il giorno seguente, il venerdì, mentre i live vengono trasmessi il mercoledì della settimana successiva, in prima serata su TV8, che trasmetterà live solamente la finale.
Per la prima volta, la finale del programma non viene trasmessa in simulcast sul canale Cielo.
In seguito alla chiusura del Teatro Ciak, sede delle ultime 3 edizioni dei Live, la diretta dello show sarà per la prima volta dalla Candy Arena, di Monza.

## Selezioni

### X Factor On The Road
L'X Factor On The Road, presente anche in questa stagione, ha previsto delle tappe di casting itineranti in giro per l'Italia.

### I casting
I casting del programma si sono tenuti a Roma il 27, 28 e 29 aprile presso il Teatro India e successivamente a Milano il 18, 19 e 20 maggio presso la piazza Adriano Olivetti.

### Audizioni
La seconda fase dei casting prevede le audizioni, nelle quali gli aspiranti cantanti si esibiscono davanti ai quattro giudici e al pubblico. Le audizioni davanti ai quattro giudici del talent show si sono tenute a Torino il 16, 17, 18, 21 e 22 giugno presso il PalaAlpitour.
A differenza delle scorse stagioni, in questa fase, i concorrenti che ricevono quattro sì dai giudici hanno la possibilità di accedere direttamente alla fase successiva, quella dei Bootcamp. Chi riceve tre sì passa comunque il turno ma deve passare dalla "scrematura" finale.

### Bootcamp
Anche in questa edizione i bootcamp sono stati registrati nuovamente presso il Mediolanum Forum di Assago (dove si tiene anche la finale del programma) nelle giornate del 3 e 4 luglio 2019.
A differenza degli altri anni, i giudici nel determinare la rosa degli artisti ad accedere ai Bootcamp hanno dovuto tener conto degli artisti fatti passare all'unanimità nel corso della audizioni. A ciò è dovuta la presenza di 16 aspiranti concorrenti (anziché 12) nella categoria "16-24 Donne".
| Categoria    | Giudice       | Eliminati ai Bootcamp               | Eliminati ai Bootcamp        | Eliminati ai Bootcamp          | Eliminati ai Bootcamp       | Eliminati ai Bootcamp       | Eliminati ai Bootcamp       | Eliminati ai Bootcamp |
| ------------ | ------------- | ----------------------------------- | ---------------------------- | ------------------------------ | --------------------------- | --------------------------- | --------------------------- | --------------------- |
| 16-24 Uomini | Malika Ayane  | Michelangelo Cavadini               | Salvatore Medica             | Riccardo Berticelli            | Davide Ferlito (Nova)       | Michele Sette               | Riccardo Cilia (Karma)      | Renato Torre          |
| 16-24 Donne  | Sfera Ebbasta | Maria Sitja de Cuevas               | Sara El Abbadi (SEA)         | Miriana Legari (Eclisse)       | Lavinia Di Ferdinando       | Claudia Ciccateri           | Sara D'Elia (Sarah Delijah) | Matilde Ardemagni     |
| 16-24 Donne  | Sfera Ebbasta | Martina Maggi                       | Arianna Del Giaccio (Ariete) | Maria D'Amico                  | Giulia Galitzia (Doll Kill) |                             |                             |                       |
| Over 25      | Mara Maionchi | Gianluca Ciccorelli (Cicco Sanchez) | Valerio Morganti (Uale)      | Antonio Rossi (Rosso Petrolio) | Flora Cavina                | Martina Poggi (Martina May) | Biagio La Perna             | Marco Puglisi         |
| Gruppi       | Samuel        | Metriaksak                          | Ambo i Lati                  | TNL                            | Accasaccio                  | Ophelya                     | Monkey Tempura              | Keemosabe             |

### Homevisit
La quarta fase dei provini sono gli Home visit, la fase finale prima dei "Live". I concorrenti che sono riusciti a convincere i giudici durante i Bootcamp hanno dovuto tenere un'ultima audizione davanti al proprio giudice di categoria per convincerlo a essere promossi per la fase finale. Al termine di questa prova vengono decisi i dodici cantanti (tre per categoria) che andranno a comporre le squadre capitanate dai quattro giudici durante i live show.
Rispetto alle scorse stagioni, quest'anno durante questa fase ha assistito durante le scelte anche il conduttore, Alessandro Cattelan e al momento della scelta finale di ogni singola categoria, tutti i giudici erano presenti.
Un'altra differenza, è che gli homevisit si sono svolti tutti in una sola città, Berlino, ma in differenti luoghi storici della capitale tedesca. 
| Categoria e giudice   | Artisti eliminati agli Homevisit | Artisti eliminati agli Homevisit |
| --------------------- | -------------------------------- | -------------------------------- |
| 16-24 Uomini (Malika) | Daniel Acerboni                  | Emanuele Crisanti (Nuela)        |
| 16-24 Donne (Sfera)   | Beatrice Giliberti               | Silvia Cesana (Sissi)            |
| Over 25 (Mara)        | Tomas Tai                        | Gabriele Troisi                  |
| Gruppi (Samuel)       | K_Mono                           | Kyber                            |

## Finalisti
In questo spazio sono elencati i cantanti approdati alla prima puntata live del programma.
Legenda:
- Vincitore
- Secondo classificato

- Terzo classificato
- Quarto classificato

- Semifinalista

- Non finalista

| Categoria                   | Cantanti                  | Cantanti          | Cantanti                     | Cantanti |
| --------------------------- | ------------------------- | ----------------- | ---------------------------- | -------- |
| 25+ (Mara Maionchi)         | Eugenio Campagna (Comete) | Nicola Cavallaro  | Marco Saltari (Jordy Brown)  |          |
| Gruppi (Samuel)             | Booda                     | Sierra            | Seawards                     |          |
| Donne 16-24 (Sfera Ebbasta) | Sofia Tornambene (Kimono) | Giordana Petralia | Mariam Rouass (Maryam)       |          |
| Uomini 16-24 (Malika Ayane) | Davide Rossi              | Lorenzo Rinaldi   | Enrico Di Lauro (Harry Dila) |          |

## Dettaglio delle puntate

### Tabella delle eliminazioni
- Uomini 16-24 (Malika Ayane)
- Donne 16-24 (Sfera Ebbasta)

- Over 25 (Mara Maionchi)
- Gruppi (Samuel)

|                | Sofia          | N.D.                      | N.D.                      | 1° 38,13%                 | N.D.                        | 1° 27,90%                   | 1° 16,27%                        | 1° 18,38%                        | N.D.                   | 2° 31,18%              | 1° 26,01%                     | Salva                         | 1° 22,71%                    | N.D.                         | 1° 28,10%                    | 1° 29,88%                    | 1° 30,91%              | 1° 41,00%              | Vincitrice 60,21%      |                        |                        |                        |                        |                        |                        |
|                | Booda          | N.D.                      | 1° 32,47%                 | N.D.                      | 1° 23,54%                   | N.D.                        | 2° 14,91%                        | 2° 16,23%                        | N.D.                   | 3° 25,02%              | 4° 13,19%                     | Salvi                         | 4° 16,49%                    | 44,43%                       | 2° 18,57%                    | 4° 21,03%                    | 2° 24,57%              | 2° 31,80%              | Secondi 39,79%         |                        |                        |                        |                        |                        |                        |
|                | Sierra         | N.D.                      | N.D.                      | 3° 20,25%                 | 3º 17,98%                   | N.D.                        | 4º 9,76%                         | 4º 11,58%                        | 3º 21,07%              | N.D.                   | 3º 15,53%                     | Primi                         | 3º 16,66%                    | N.D.                         | 4º 17,98%                    | 3º 22,38%                    | 3° 24,50%              | 3° 27,20%              | Eliminati (8ª puntata) |                        |                        |                        |                        |                        |                        |
|                | Davide         | 2° 25,47%                 | N.D.                      | N.D.                      | N.D.                        | 4º 16,23%                   | 6º 8,16%                         | 6º 8,10%                         | 1° 37,55%              | N.D.                   | 5º 11,23%                     | Ultimo                        | 5° 15,94%                    | 36,51%                       | 3º 18,20%                    | 2º 26,71%                    | 4° 20,02%              | Eliminato (8ª puntata) | Eliminato (8ª puntata) |                        |                        |                        |                        |                        |                        |
|                | Eugenio        | 1° 31,62%                 | N.D.                      | N.D.                      | N.D.                        | 2º 24,55%                   | 3º 14,81%                        | 3º 16,04%                        | N.D.                   | 1° 31,71%              | 2º 20,33%                     | Salvo                         | 2º 19,60%                    | N.D.                         | 5° 17,16%                    | N.D.                         | Eliminato (7ª puntata) | Eliminato (7ª puntata) | Eliminato (7ª puntata) |                        |                        |                        |                        |                        |                        |
|                | Nicola         | N.D.                      | 2° 29,26%                 | N.D.                      | 2º 22,49%                   | N.D.                        | 8º 6,62%                         | 7º 7,92%                         | 2º 26,24%              | N.D.                   | 6º 7,91%                      | Salvo                         | 6° 8,60%                     | 19,06%                       | Eliminato (6ª puntata)       | Eliminato (6ª puntata)       | Eliminato (6ª puntata) | Eliminato (6ª puntata) | Eliminato (6ª puntata) | Eliminato (6ª puntata) | Eliminato (6ª puntata) | Eliminato (6ª puntata) | Eliminato (6ª puntata) | Eliminato (6ª puntata) | Eliminato (6ª puntata) |
|                | Giordana       | N.D.                      | 4° 18,28%                 | N.D.                      | 4° 13,97%                   | N.D.                        | 9° 6,36%                         | 9° 6,25%                         | 4° 15,14%              | N.D.                   | 7° 5,80%                      | N.D.                          | Eliminata (6ª puntata)       | Eliminata (6ª puntata)       | Eliminata (6ª puntata)       | Eliminata (6ª puntata)       | Eliminata (6ª puntata) | Eliminata (6ª puntata) | Eliminata (6ª puntata) | Eliminata (6ª puntata) | Eliminata (6ª puntata) | Eliminata (6ª puntata) | Eliminata (6ª puntata) |                        |                        |
|                | Seawards       | 3° 21,93%                 | N.D.                      | N.D.                      | N.D.                        | 3° 19,29%                   | 5° 9,11%                         | 5° 8,63%                         | N.D.                   | 4° 12,09%              | Eliminati (4ª puntata)        | Eliminati (4ª puntata)        | Eliminati (4ª puntata)       | Eliminati (4ª puntata)       | Eliminati (4ª puntata)       | Eliminati (4ª puntata)       | Eliminati (4ª puntata) | Eliminati (4ª puntata) | Eliminati (4ª puntata) | Eliminati (4ª puntata) |                        |                        |                        |                        |                        |
|                | Lorenzo        | N.D.                      | 3° 19,99%                 | N.D.                      | 5° 11,84%                   | N.D.                        | 7° 7,79%                         | 8° 6,86%                         | Eliminato (3ª puntata) | Eliminato (3ª puntata) | Eliminato (3ª puntata)        | Eliminato (3ª puntata)        | Eliminato (3ª puntata)       | Eliminato (3ª puntata)       | Eliminato (3ª puntata)       | Eliminato (3ª puntata)       | Eliminato (3ª puntata) | Eliminato (3ª puntata) | Eliminato (3ª puntata) | Eliminato (3ª puntata) | Eliminato (3ª puntata) | Eliminato (3ª puntata) | Eliminato (3ª puntata) |                        |                        |
|                | Marco          | N.D.                      | N.D.                      | 2° 26,08%                 | N.D.                        | 5° 12,04%                   | 10° 6,22%                        | Eliminato (3ª puntata)           | Eliminato (3ª puntata) | Eliminato (3ª puntata) | Eliminato (3ª puntata)        | Eliminato (3ª puntata)        | Eliminato (3ª puntata)       | Eliminato (3ª puntata)       | Eliminato (3ª puntata)       | Eliminato (3ª puntata)       | Eliminato (3ª puntata) | Eliminato (3ª puntata) | Eliminato (3ª puntata) | Eliminato (3ª puntata) | Eliminato (3ª puntata) | Eliminato (3ª puntata) | Eliminato (3ª puntata) |                        |                        |
|                | Enrico         | N.D.                      | N.D.                      | 4° 15,54%                 | 6° 10,19%                   | N.D.                        | Eliminato (2ª puntata)           | Eliminato (2ª puntata)           | Eliminato (2ª puntata) | Eliminato (2ª puntata) | Eliminato (2ª puntata)        | Eliminato (2ª puntata)        | Eliminato (2ª puntata)       | Eliminato (2ª puntata)       | Eliminato (2ª puntata)       | Eliminato (2ª puntata)       | Eliminato (2ª puntata) | Eliminato (2ª puntata) | Eliminato (2ª puntata) | Eliminato (2ª puntata) | Eliminato (2ª puntata) | Eliminato (2ª puntata) |                        |                        |                        |
|                | Mariam         | 4° 20,98%                 | N.D.                      | N.D.                      | Eliminata (1ª puntata)      | Eliminata (1ª puntata)      | Eliminata (1ª puntata)           | Eliminata (1ª puntata)           | Eliminata (1ª puntata) | Eliminata (1ª puntata) | Eliminata (1ª puntata)        | Eliminata (1ª puntata)        | Eliminata (1ª puntata)       | Eliminata (1ª puntata)       | Eliminata (1ª puntata)       | Eliminata (1ª puntata)       | Eliminata (1ª puntata) | Eliminata (1ª puntata) | Eliminata (1ª puntata) | Eliminata (1ª puntata) |                        |                        |                        |                        |                        |
| Ultimo scontro | Ultimo scontro | Mariam Enrico             | Mariam Enrico             | Mariam Enrico             | Enrico Marco                | Enrico Marco                | Lorenzo Giordana                 | Lorenzo Giordana                 | Seawards Giordana      | Seawards Giordana      | Giordana Davide               | Giordana Davide               | Nicola Davide                | Nicola Davide                | Eugenio Booda                | Eugenio Booda                |                        |                        |                        |                        |                        |                        |                        |                        |                        |
|                | Voto di Mara   | Enrico                    | Enrico                    | Enrico                    | Enrico                      | Enrico                      | Lorenzo                          | Lorenzo                          | Seawards               | Seawards               | Giordana                      | Giordana                      | Davide                       | Davide                       | Booda                        | Booda                        |                        |                        |                        |                        |                        |                        |                        |                        |                        |
|                | Voto di Samuel | Mariam                    | Mariam                    | Mariam                    | Enrico                      | Enrico                      | Lorenzo                          | Lorenzo                          | Giordana               | Giordana               | Giordana                      | Giordana                      | Nicola                       | Nicola                       | Eugenio                      | Eugenio                      |                        |                        |                        |                        |                        |                        |                        |                        |                        |
|                | Voto di Sfera  | Enrico                    | Enrico                    | Enrico                    | Enrico                      | Enrico                      | Lorenzo                          | Lorenzo                          | Seawards               | Seawards               | Davide                        | Davide                        | Nicola                       | Nicola                       | Eugenio                      | Eugenio                      |                        |                        |                        |                        |                        |                        |                        |                        |                        |
|                | Voto di Malika | Mariam                    | Mariam                    | Mariam                    | Marco                       | Marco                       | Giordana                         | Giordana                         | Seawards               | Seawards               | Giordana                      | Giordana                      | Nicola                       | Nicola                       | Eugenio                      | Eugenio                      |                        |                        |                        |                        |                        |                        |                        |                        |                        |
| Eliminati      | Eliminati      | Mariam Rouass TILT 49,01% | Mariam Rouass TILT 49,01% | Mariam Rouass TILT 49,01% | Enrico Di Lauro 3 voti su 4 | Enrico Di Lauro 3 voti su 4 | Marco Saltari ultimo al televoto | Marco Saltari ultimo al televoto | Seawards 3 voti su 4   | Seawards 3 voti su 4   | Giordana Petralia 3 voti su 4 | Giordana Petralia 3 voti su 4 | Nicola Cavallaro 3 voti su 4 | Nicola Cavallaro 3 voti su 4 | Eugenio Campagna 3 voti su 4 | Eugenio Campagna 3 voti su 4 | Davide Rossi           | Sierra                 | Booda                  |                        |                        |                        |                        |                        |                        |
| Eliminati      | Eliminati      | Mariam Rouass TILT 49,01% | Mariam Rouass TILT 49,01% | Mariam Rouass TILT 49,01% | Enrico Di Lauro 3 voti su 4 | Enrico Di Lauro 3 voti su 4 | Lorenzo Rinaldi 3 voti su 4      |                                  | Seawards 3 voti su 4   | Seawards 3 voti su 4   | Giordana Petralia 3 voti su 4 | Giordana Petralia 3 voti su 4 | Nicola Cavallaro 3 voti su 4 | Nicola Cavallaro 3 voti su 4 | Eugenio Campagna 3 voti su 4 | Eugenio Campagna 3 voti su 4 | Davide Rossi           | Sierra                 | Booda                  |                        |                        |                        |                        |                        |                        |

### Prima puntata
- Data: 24 ottobre 2019
- Ospiti: Coez e Mika
- Canzoni cantate dagli ospiti: Tiny Love Reprise (Mika) - Fuori di me (Coez)
- Medley di apertura dei concorrenti: Watch Me (cover di Jaden Smith eseguita da Alessandro Cattelan e tutto il cast)

| Ordine                              | Cantante | Giudice | Canzone (cantante originale)                      | Risultato                  |
| ----------------------------------- | -------- | ------- | ------------------------------------------------- | -------------------------- |
| 1                                   | Mariam   | Sfera   | Juice (Lizzo)                                     | Ultima                     |
| 2                                   | Seawards | Samuel  | Pyro (Kings of Leon)                              | Salvi                      |
| 3                                   | Eugenio  | Mara    | Arsenico (Aiello)                                 | Salvo                      |
| 4                                   | Davide   | Malika  | How Long Has This Been Going On (George Gershwin) | Salvo                      |
|                                     |          |         |                                                   |                            |
| 5                                   | Nicola   | Mara    | This Is America (Childish Gambino)                | Salvo                      |
| 6                                   | Lorenzo  | Malika  | Don't Look Back in Anger (Oasis)                  | Salvo                      |
| 7                                   | Booda    | Samuel  | 212 (Azealia Banks)                               | Salvi                      |
| 8                                   | Giordana | Sfera   | Jocelyn Flores (XXXTentacion)                     | Ultima                     |
|                                     |          |         |                                                   |                            |
| 9                                   | Sofia    | Sfera   | L'ultimo bacio (Carmen Consoli)                   | Salva                      |
| 10                                  | Enrico   | Malika  | Love Will Tear Us Apart (Joy Division)            | Ultimo                     |
| 11                                  | Sierra   | Samuel  | Dark Horse (Katy Perry ft. Juicy J)               | Salvi                      |
| 12                                  | Marco    | Mara    | Sugarman (Sixto Rodriguez)                        | Salvo                      |
| Ballottaggio (cavallo di battaglia) |          |         |                                                   |                            |
| 1                                   | Mariam   | Sfera   | Gioventù bruciata (Mahmood)                       | Eliminata                  |
| 2                                   | Giordana | Sfera   | Strange World (Ké)                                | Salvata dal quinto giudice |
| 3                                   | Enrico   | Malika  | Make You Feel My Love (Bob Dylan)                 | Salvo                      |

Voto dei giudici per l'eliminazione
- Sfera Ebbasta: Enrico, per salvare la sua artista Mariam;
- Malika Ayane: Mariam, per salvare il suo artista Enrico;
- Samuel: Mariam, avendo preferito Enrico al ballottaggio;
- Mara Maionchi: Enrico.

I giudici non trovano un accordo, quindi si va al TILT. Il televoto decreta l’eliminazione di Mariam.

### Seconda puntata
- Data: 31 ottobre 2019
- Ospiti: Lewis Capaldi e Måneskin
- Canzoni cantate dagli ospiti: Hold Me While You Wait (Lewis Capaldi) - Le parole lontane (Måneskin)
- Medley di apertura dei concorrenti: Someone You Loved (con Lewis Capaldi)

| Ordine                              | Cantante | Giudice | Canzone (cantante originale)                  | Risultato |
| ----------------------------------- | -------- | ------- | --------------------------------------------- | --------- |
| 1                                   | Booda    | Samuel  | Take Ü There (Skrillex, Diplo ft. Kiesza)     | Salvi     |
| 2                                   | Giordana | Sfera   | Summertime Sadness (Lana Del Rey)             | Salva     |
| 3                                   | Enrico   | Malika  | Cieli immensi (Patty Pravo)                   | Ultimo    |
| 4                                   | Nicola   | Mara    | Old Town Road (Lil Nas X ft. Billy Ray Cyrus) | Salvo     |
| 5                                   | Sierra   | Samuel  | 7 Rings (Ariana Grande)                       | Salvi     |
| 6                                   | Lorenzo  | Malika  | La notte (Arisa)                              | Salvo     |
|                                     |          |         |                                               |           |
| 7                                   | Sofia    | Sfera   | Fix You (Coldplay)                            | Salva     |
| 8                                   | Marco    | Mara    | My Sweet Lord (George Harrison)               | Ultimo    |
| 9                                   | Seawards | Samuel  | Clocks Go Forwards (James Bay)                | Salvi     |
| 10                                  | Davide   | Malika  | In alto mare (Loredana Bertè)                 | Salvo     |
| 11                                  | Eugenio  | Mara    | Scomparire (Giovanni Truppi)                  | Salvo     |
| Ballottaggio (cavallo di battaglia) |          |         |                                               |           |
| 1                                   | Enrico   | Malika  | Yesterday (The Beatles)                       | Eliminato |
| 2                                   | Marco    | Mara    | Breaking the Girl (Red Hot Chili Peppers)     | Salvo     |

Voto dei giudici per l'eliminazione
- Sfera Ebbasta: Enrico;
- Malika Ayane: Marco, per salvare il suo artista Enrico;
- Samuel: Enrico;
- Mara Maionchi: Enrico, per salvare il suo artista Marco.

### Terza puntata
- Data: 7 novembre 2019
- Particolarità: in questa puntata, vi sono due eliminazioni: la prima manche sarà una presentazione di tutti i vari cavalli di battaglia dei concorrenti, successivamente, la seconda, sarà una manche classica.
- Ospite: Marracash
- Canzoni cantate dall'ospite: Greta Thunberg, Bravi a cadere
- Opening: ad aprire la puntata, c'è Alessandro Cattelan che racconta in un monologo alla "E poi c'è Cattelan", tutto quello che è successo fino ad ora. Successivamente Samuel, Malika e Sfera Ebbasta cantano alcuni dei loro brani più celebri.

| Ordine | Cantante | Giudice | Cavalli di battaglia (cantante originale)                      | Risultato | Ordine | Canzone (cantante originale)                              | Risultato  |
| ------ | -------- | ------- | -------------------------------------------------------------- | --------- | ------ | --------------------------------------------------------- | ---------- |
| 1      | Lorenzo  | Malika  | Let Her Go (Passenger)                                         | Salvo     | 4      | Baby, I Love You (Ramones)                                | Ultimi due |
| 2      | Sierra   | Samuel  | Enfasi (Sierra)                                                | Salvi     | 5      | Le acciughe fanno il pallone (Fabrizio De André)          | Salvi      |
| 3      | Giordana | Sfera   | Wicked Game (Chris Isaak)                                      | Salva     | 6      | Bellyache (Billie Eilish)                                 | Ultimi due |
| 4      | Eugenio  | Mara    | En e Xanax (Samuele Bersani)                                   | Salvo     | 7      | Cornflakes (Eugenio Campagna)                             | Salvo      |
| 5      | Booda    | Samuel  | Hey Mama (David Guetta ft. Nicki Minaj, Bebe Rexha & Afrojack) | Salvi     | 1      | All or Nothing (Elliphant)                                | Salvi      |
| 6      | Nicola   | Mara    | Love Is a Losing Game (Amy Winehouse)                          | Salvo     | 2      | Happy (Pharrell Williams)                                 | Salvo      |
| 7      | Seawards | Samuel  | Dream On (Depeche Mode)                                        | Salvi     | 9      | Vedrai, vedrai (Luigi Tenco)                              | Salvi      |
| 8      | Sofia    | Sfera   | A Domani Per Sempre (Sofia Tornambene)                         | Salva     | 3      | C'est la vie (Achille Lauro)                              | Salva      |
| 9      | Marco    | Mara    | Get Up, Stand Up (Bob Marley)                                  | Eliminato | —      | —                                                         | —          |
| 10     | Davide   | Malika  | Lately (Stevie Wonder)                                         | Salvo     | 8      | Why'd You Only Call Me When You're High? (Arctic Monkeys) | Salvo      |

Voto dei giudici per l'eliminazione
- Sfera Ebbasta: Lorenzo, per salvare la sua artista Giordana;
- Malika Ayane: Giordana, per salvare il suo artista Lorenzo;
- Samuel: Lorenzo;
- Mara Maionchi: Lorenzo, intravedendo in Giordana un bel potenziale e interessante il percorso che il giudice le sta facendo percorrere

### Quarta puntata
- Data: 14 novembre 2019
- Ospiti: Gianna Nannini e Mabel
- Canzoni cantate dagli ospiti: La Differenza / Ragazzo dell'Europa (Gianna Nannini) - Don't Call Me Up (Mabel)

| Ordine                              | Cantante | Giudice | Canzone (cantante originale)          | Risultato |
| ----------------------------------- | -------- | ------- | ------------------------------------- | --------- |
| 1                                   | Davide   | Malika  | Don't Stop Me Now (Queen)             | Salvo     |
| 2                                   | Giordana | Sfera   | Highest in the Room (Travis Scott)    | Ultima    |
| 3                                   | Sierra   | Samuel  | Snow (Hey Oh) (Red Hot Chili Peppers) | Salvi     |
| 4                                   | Nicola   | Mara    | 90 MIN (Salmo)                        | Salvo     |
|                                     |          |         |                                       |           |
| 5                                   | Booda    | Samuel  | M.I.L.F. $ (Fergie)                   | Salvi     |
| 6                                   | Eugenio  | Mara    | Delicate (Damien Rice)                | Salvo     |
| 7                                   | Seawards | Samuel  | Feel (Seawards)                       | Ultimi    |
| 8                                   | Sofia    | Sfera   | Papaoutai (Stromae)                   | Salva     |
| Ballottaggio (cavallo di battaglia) |          |         |                                       |           |
| 1                                   | Giordana | Sfera   | Call Out My Name (The Weeknd)         | Salva     |
| 2                                   | Seawards | Samuel  | Clocks Go Forwards (James Bay)        | Eliminati |

Voto dei giudici per l'eliminazione
- Sfera Ebbasta: Seawards, per salvare la sua artista Giordana;
- Malika Ayane: Seawards, poiché vuole dare un’opportunità a Giordana che è più giovane;
- Samuel: Giordana, per salvare i suoi artisti, i Seawards;
- Mara Maionchi: Seawards, apprezzando il continuo miglioramento di Giordana e il percorso che sta intraprendendo

### Quinta puntata
- Data: 21 novembre 2019
- Particolarità: il meno votato di questa puntata si scontrerà nel live successivo con chi avrà l’inedito meno ascoltato durante la settimana;
- Ospiti: Mahmood, Gemitaiz e MadMan, Francesco De Gregori e Antonello Venditti
- Canzoni cantate dagli ospiti: Barrio (Mahmood) - Bomba o non bomba/Giulia (Francesco De Gregori e Antonello Venditti) - Esagono, Fiori (Gemitaiz e MadMan)

| Ordine       | Cantante | Giudice | Inedito (autore)                                                            | Risultato    |
| ------------ | -------- | ------- | --------------------------------------------------------------------------- | ------------ |
| 1            | Booda    | Samuel  | Elefante (F. Buda, A. Sbarzella, M. Bertini, Samuel, D. Napoleone, A. Bavo) | Salvi        |
| 2            | Giordana | Sfera   | Chasing Paper (Sia, S. R. Dixon)                                            | Ultima       |
| 3            | Sierra   | Samuel  | Enfasi (G. Ciavoni, M. Gaetano)                                             | Salvi        |
| 4            | Nicola   | Mara    | Like I Could (Tom Walker, J. Green, J. Riley)                               | Salvo        |
| 5            | Sofia    | Sfera   | A domani per sempre (S. Tornambene, V. Romitelli)                           | Salva        |
| 6            | Davide   | Malika  | Glum (R. Vernetti, M. Clivati)                                              | Salvo        |
| 7            | Eugenio  | Mara    | Cornflakes (Eugenio Campagna)                                               | Salvo        |
| Ballottaggio |          |         |                                                                             |              |
| 1            | Giordana | Sfera   | BALLOTTAGGIO                                                                | BALLOTTAGGIO |

### Sesta puntata
- Data: 28 novembre 2019
- Particolarità: La puntata si apre con il ballottaggio lasciato in sospeso dalla puntata precedente. Inoltre nella prima manche i ragazzi vengono accompagnati da un'orchestra di 40 elementi diretti da Dardust. Al termine della puntata gli eliminati erano due.
- Ospiti: Marco D'Amore, Francesca Michielin, Anastasio, Dardust
- Canzoni cantate dagli ospiti: Sublime (Dardust) - Cheyenne (Francesca Michielin) - Il fattaccio del vicolo del moro (Anastasio)

| Ordine                              | Cantante               | Giudice                | Canzone (cantante originale)             | Risultato                        | Ordine                           | Inedito (autore)                                                            | Risultato                |
| Ballottaggio (inedito)              | Ballottaggio (inedito) | Ballottaggio (inedito) | Ballottaggio (inedito)                   | Ballottaggio (inedito)           | Ballottaggio (inedito)           | Ballottaggio (inedito)                                                      | Ballottaggio (inedito)   |
| ----------------------------------- | ---------------------- | ---------------------- | ---------------------------------------- | -------------------------------- | -------------------------------- | --------------------------------------------------------------------------- | ------------------------ |
| 1                                   | Giordana               | Sfera                  | Chasing Paper (Sia, S. R. Dixon)         | Chasing Paper (Sia, S. R. Dixon) | Chasing Paper (Sia, S. R. Dixon) | Chasing Paper (Sia, S. R. Dixon)                                            | Eliminata                |
| 2                                   | Davide                 | Malika                 | Glum (R. Vernetti, M. Clivati)           | Glum (R. Vernetti, M. Clivati)   | Glum (R. Vernetti, M. Clivati)   | Glum (R. Vernetti, M. Clivati)                                              | Salvo                    |
| Prima Manche                        | Prima Manche           | Prima Manche           | Prima Manche                             | Prima Manche                     | Seconda Manche (inediti)         | Seconda Manche (inediti)                                                    | Seconda Manche (inediti) |
| 1                                   | Sierra                 | Samuel                 | The Ecstasy of Gold (Ennio Morricone)    | Salvi                            | 3                                | Enfasi (G. Ciavoni, M. Gaetano)                                             | Salvi                    |
| 2                                   | Nicola                 | Mara                   | The Sound of Silence (Simon & Garfunkel) | Salvo                            | 5                                | Like I Could (Tom Walker, J. Green, J. Riley)                               | Ultimi tre               |
| 3                                   | Sofia                  | Sfera                  | I Love You (Woodkid)                     | Salva                            | 4                                | A domani per sempre (S. Tornambene, V. Romitelli)                           | Salva                    |
| 4                                   | Davide                 | Malika                 | Treat You Better (Shawn Mendes)          | A rischio                        | 2                                | Glum (R. Vernetti, M. Clivati)                                              | Ultimi tre               |
| 5                                   | Booda                  | Samuel                 | Hold Up (Beyoncé)                        | Salvi                            | 6                                | Elefante (F. Buda, A. Sbarzella, M. Bertini, Samuel, D. Napoleone, A. Bavo) | Ultimi tre               |
| 6                                   | Eugenio                | Mara                   | Cosa mi manchi a fare (Calcutta)         | A rischio                        | 1                                | Cornflakes (Eugenio Campagna)                                               | Salvo                    |
| Ballottaggio (cavallo di battaglia) |                        |                        |                                          |                                  |                                  |                                                                             |                          |
| 1                                   | Nicola                 | Mara                   | Location (Khalid)                        | Location (Khalid)                | Location (Khalid)                | Location (Khalid)                                                           | Eliminato                |
| 2                                   | Davide                 | Malika                 | Follow Through (Gavin DeGraw)            | Follow Through (Gavin DeGraw)    | Follow Through (Gavin DeGraw)    | Follow Through (Gavin DeGraw)                                               | Salvo                    |
| 3                                   | Booda                  | Samuel                 | 212 (Azealia Banks)                      | 212 (Azealia Banks)              | 212 (Azealia Banks)              | 212 (Azealia Banks)                                                         | Salvati dal pubblico     |

Voto dei giudici per eliminare:
- Sfera Ebbasta: Nicola;
- Malika Ayane: Nicola;
- Samuel: Nicola;
- Mara Maionchi: Davide

### Settima puntata - Semifinale
- Data: 5 dicembre 2019
- Ospiti: Tiziano Ferro, Thasup
- Canzoni cantate dagli ospiti: Non me lo so spiegare/Indietro/Il regalo più grande, con gli artisti in gara - In mezzo a questo inverno (Tiziano Ferro) - Blun7 a swishland (Thasup)

| Ordine                              | Cantante | Giudice | Canzone (cantante originale)            | Risultato                | Ordine                   | Canzone (cantante originale)             | Risultato |
| ----------------------------------- | -------- | ------- | --------------------------------------- | ------------------------ | ------------------------ | ---------------------------------------- | --------- |
| 1                                   | Sierra   | Samuel  | Born Slippy .NUXX (Underworld)          | Salvi                    | 2                        | Ni Bien Ni Mal (Bad Bunny)               | Salvi     |
| 2                                   | Sofia    | Sfera   | Human Nature (Michael Jackson)          | Salva                    | 3                        | Love of My Life (Queen)                  | Salva     |
| 3                                   | Davide   | Malika  | Toxic (Britney Spears)                  | Salvo                    | 1                        | Uptown Funk (Mark Ronson ft. Bruno Mars) | Salvo     |
| 4                                   | Booda    | Samuel  | Dibby Dibby Sound (DJ Fresh vs Jay Fay) | Salvi                    | 4                        | Level Up (Ciara)                         | Ultimi    |
| 5                                   | Eugenio  | Mara    | Una buona idea (Niccolò Fabi)           | Ultimo                   | —                        | —                                        | —         |
| Ballottaggio (cavallo di battaglia) |          |         |                                         |                          |                          |                                          |           |
| 1                                   | Eugenio  | Mara    | Glovo (Eugenio Campagna)                | Glovo (Eugenio Campagna) | Glovo (Eugenio Campagna) | Glovo (Eugenio Campagna)                 | Eliminato |
| 2                                   | Booda    | Samuel  | M.I.L.F. $ (Fergie)                     | M.I.L.F. $ (Fergie)      | M.I.L.F. $ (Fergie)      | M.I.L.F. $ (Fergie)                      | Salvi     |

Voto dei giudici per eliminare:
- Mara Maionchi: Booda, per salvare il suo artista Eugenio;
- Samuel: Eugenio, per salvare il suo gruppo Booda;
- Sfera Ebbasta: Eugenio;
- Malika Ayane: Eugenio.

### Ottava puntata - Finale
Data: 12 dicembre 2019
Ospiti: Robbie Williams, Ultimo, Lous and the Yakuza
Canzoni cantate dagli ospiti: Angel / Time For Change (Robbie Williams) - Tutto questo sei tu (Ultimo) - Dilemme (Lous and the Yakuza)
| Ordine | Cantante | Giudice | Duetto con ospite               | Risultato |   | Ordine                                              | Best of - Canzoni | Risultato |
| ------ | -------- | ------- | ------------------------------- | --------- | - | --------------------------------------------------- | ----------------- | --------- |
| 1      | Sofia    | Sfera   | She's the One (Robbie Williams) | Salva     | 2 | Fix You / Papaoutai / C’est la vie                  | Salva             |           |
| 2      | Sierra   | Samuel  | Supreme (Robbie Williams)       | Salvi     | 3 | Le acciughe fanno il pallone / 7 Rings / Dark Horse | Terzi             |           |
| 3      | Booda    | Samuel  | Kids (Robbie Williams)          | Salvi     | 1 | Heartbeat / 212 / Hey Mama                          | Salvi             |           |
| 4      | Davide   | Malika  | Feel (Robbie Williams)          | Quarto    | — | —                                                   | —                 |           |

| Ordine | Cantante | Giudice | Inedito                                                                      | Risultato  |
| ------ | -------- | ------- | ---------------------------------------------------------------------------- | ---------- |
| 1      | Booda    | Samuel  | Elefante (F. Booda, A. Sbarzella, M. Bertini, Samuel, D. Napoleone, A. Bavo) | Secondi    |
| 2      | Sofia    | Sfera   | A domani per sempre (S. Tornambene, V. Romitelli)                            | Vincitrice |

## Ascolti
| Puntata    | Puntata | Sky Uno           | Sky Uno        | Sky Uno | TV8               | TV8            | TV8   |
| Puntata    | Puntata | Messa in onda     | Telespettatori | Share   | Messa in onda     | Telespettatori | Share |
| ---------- | ------- | ----------------- | -------------- | ------- | ----------------- | -------------- | ----- |
| Audizioni  | 1       | 12 settembre 2019 | 833 000        | 3,80%   | 13 settembre 2019 | 658 000        | 3,50% |
| Audizioni  | 2       | 19 settembre 2019 | 675 000        | 2,90%   | 20 settembre 2019 | 776 000        | 3,90% |
| Audizioni  | 3       | 26 settembre 2019 | 695 000        | 3,00%   | 27 settembre 2019 | 660 000        | 3,00% |
| Bootcamp   | 1       | 3 ottobre 2019    | 828 000        | 3,50%   | 4 ottobre 2019    | 804 000        | 3,60% |
| Bootcamp   | 2       | 10 ottobre 2019   | 861 000        | 3,70%   | 11 ottobre 2019   | 796 000        | 3,60% |
| Home Visit | 1       | 17 ottobre 2019   | 869 000        | 3,80%   | 18 ottobre 2019   | 638 000        | 3,00% |
| Live show  | 1       | 24 ottobre 2019   | 736 000        | 3,50%   | 30 ottobre 2019   | 565 000        | 3,00% |
| Live show  | 2       | 31 ottobre 2019   | 524 000        | 2,50%   | 6 novembre 2019   | 678 000        | 3,30% |
| Live show  | 3       | 7 novembre 2019   | 702 000        | 3,5%    | 13 novembre 2019  | 554 000        | 2,70% |
| Live show  | 4       | 14 novembre 2019  | 741 000        | 3,10%   | 20 novembre 2019  | 512 000        | 2,40% |
| Live show  | 5       | 21 novembre 2019  | 782 000        | 3,30%   | 27 novembre 2019  | 542 000        | 2,50% |
| Live show  | 6       | 28 novembre 2019  | 653 000        | 2,90%   | 4 dicembre 2019   | 419 000        | 2,10% |
| Live show  | 7       | 5 dicembre 2019   | 746 000        | 3,20%   | 11 dicembre 2019  | 522 000        | 2,40% |
| Finale     | 8       | 12 dicembre 2019  | 797 000        | 3,70%   | 12 dicembre 2019  | 622 000        | 2,90% |

### Speciali
Anche per questa edizione, viene realizzato uno speciale trasmesso in esclusiva su TV8, la sera prima dell'inizio dei "Live", per riassumere tutte le fasi prima del debutto in diretta su Sky Uno. 
| Puntata                             | TV8             | TV8            | TV8   |
| Puntata                             | Messa in onda   | Telespettatori | Share |
| ----------------------------------- | --------------- | -------------- | ----- |
| X Factor 13 – La Corsa verso i Live | 23 ottobre 2019 | 335 000        | 1,50% |

## Extra Factor
Extra Factor va in onda successivamente al passaggio di X Factor su Sky Uno, condotto da Achille Lauro e Pilar Fogliati, che commentano a caldo l'eliminazione con i giudici e i cantanti esclusi dalla puntata.

### Ascolti
| Live    | Messa in onda    | Telespettatori | Share |
| ------- | ---------------- | -------------- | ----- |
| Primo   | 24 ottobre 2019  | 203.000        | 2.6%  |
| Secondo | 31 ottobre 2019  | N.D.           |       |
| Terzo   | 7 novembre 2019  | N.D.           |       |
| Quarto  | 14 novembre 2019 | 296.000        | 1.46% |
| Quinto  | 21 novembre 2019 | 230.000        | 1.8%  |
| Sesto   | 28 novembre 2019 |                |       |
| Settimo | 5 dicembre 2019  | 225.000        | 1,8%  |

## Discografia e videografia legate al programma

### Singoli
| Artista           | Brano               | Posizione massima in classifica FIMI | Certificazione |
| ----------------- | ------------------- | ------------------------------------ | -------------- |
| Sierra            | Enfasi              | 11                                   | Platino        |
| Eugenio Campagna  | Cornflakes          | 19                                   | Oro            |
| Sofia Tornambene  | A domani per sempre | 27                                   |                |
| Booda             | Elefante            |                                      |                |
| Davide Rossi      | Glum                |                                      |                |
| Nicola Cavallaro  | Like I Could        |                                      |                |
| Giordana Petralia | Chasing Paper       |                                      |                |

## Ospiti
| Puntata | Ospiti nei Live Show                                                 |
| ------- | -------------------------------------------------------------------- |
| 1       | Coez, Mika                                                           |
| 2       | Lewis Capaldi, Måneskin                                              |
| 3       | Marracash                                                            |
| 4       | Gianna Nannini, Mabel                                                |
| 5       | Mahmood, Gemitaiz, MadMan, Antonello Venditti e Francesco De Gregori |
| 6       | Marco D'Amore, Francesca Michielin, Anastasio, Dardust               |
| 7       | Tiziano Ferro, Thasup                                                |
| 8       | Robbie Williams, Ultimo, Lous and the Yakuza                         |